# パールカード11
パールカード11（パールカードイレブン）は、近畿日本鉄道（近鉄）が発売していた回数乗車券である。ただし、JRや他の鉄道事業者などで多く見られる「紙の回数券」をカード型としたもので、プリペイド方式のパールカードとは全くの別物である。1986年（昭和61年）に発売された。
ここでは、時間帯割引回数券の「オフピークチケット」と土曜・休日限定の「サンキューチケット」、特急回数券カード「マンスリービスタ14」（-フォーティーン）についても併せて記述する。なお、近鉄では当カードをオフピークチケット、サンキューチケットと併せて「回数券カード」と称する。

## 概要
マンスリービスタ14については後述。
- このカードはプリペイド方式のパールカードと同様近鉄の全線で利用でき、自動改札機がある駅同士ならそのまま改札機に通して入出場できる。改札機のない駅ではあらかじめ自動券売機で乗車券に引き換えておく必要がある。
- カード内金額を特急券に引き換える事はできない。ただし「マンスリービスタ14」を除く。
  - 「パールカード11」「オフピークチケット」「サンキューチケット」での特急乗車は、別に特急券を購入する事により可能。
- 他のカード（スルッとKANSAIカード、Jスルーカード）や定期券、各種割引乗車券への交換及び払い戻しはできない。
- こども用はパールカード11のみ販売する。それ以外のカードはこども用を販売しない。
- 有効期限は3ヶ月。
- 販売額は普通運賃の10倍。パールカード11は10回分の普通運賃で11回、オフピークチケットは12回、サンキューチケットは14回使える。
- パールカード11は終日使えるが、オフピークチケットは平日ダイヤの10～16時と休日ダイヤの時、サンキューチケットは休日ダイヤの日のみ使える。
- パールカード11・オフピークチケットはいくら長い区間でも買えるが、サンキューチケットは860円区間まで（2019年10月1日現在）購入できる。
- 近鉄主要駅で販売する。駅によっては自動券売機でも購入できる。
- 紙の回数券は券面に表示された区間でしか利用できないが、パールカード11・オフピークチケット・サンキューチケットは運賃が同額であればどの区間でも利用できる。券面金額を超える区間に乗車したときは、下車駅で差額精算すればよい。
- ICOCAポイント還元サービスの開始に伴い2024年2月29日をもって発売終了。

## マンスリービスタ14
マンスリービスタ14は、特急用の回数料金券として発行されていたものである。以下のような特徴がある。
- 有効期間は1ヶ月で、14回使用可能。
- 乗車前にあらかじめ窓口や特急券自動発売機で特急券に引き替える。
- 一度特急券に引き換えると、列車の変更はできない。輸送障害で指定を受けた列車が運休する際も、同額の特急券引換券を戻すだけで、現金への払い戻しは行わない。
- 通常特急料金が500円区間と870円区間のみの販売で、価格は500円区間用が6000円、870円区間用が9800円である。
- 他のカードと併用は出来ない。
- こども用は販売していない。
- デラックス券はデラックス料金を現金で支払う事で乗車できるが、サロン券は購入できない。また「しまかぜ」も対象外である。
- 近鉄主要駅で販売していたが、2013年2月20日をもって販売を終了した。